# Adrian Vandenberg

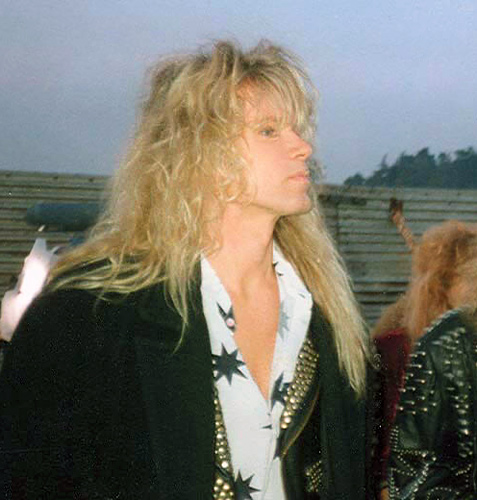
Adrian Vandenberg

Adje (Adrian) van den Berg (ur. 31 stycznia 1954 w Hadze) – gitarzysta rockowy, najbardziej znany jako gitarzysta prowadzący w Whitesnake podczas ich sukcesów na przełomie lat 80. i 90. XX wieku.